# Reserva índia de Lake Traverse
La reserva Lake Traverse és la llar de la tribu reconeguda federalment Sisseton Wahpeton Oyate, una branca de la Nació Dakota. Fou creada després de la llei del 1889. Té un total de 106.153 acres (27.046 de propietat tribal). La capital és Old Village Agency i es divideix en set districtes: Old Agency, Big Coulee, Lake Traverse, Long Hollow, Buffalo Lake, Veblen i Enemy Swim. Ocupa parts dels comtats de Roberts (60% de la terra de la reserva), Day, Marshall, Codington, i Grant, a l'extrem nord-est de Dakota del Sud i dels de Richland i Sargeant a Dakota del Nord.
Fou creada per a les fraccions sisseton i mdekanton. Té una població resident de 10.408 habitants segons el cens dels Estats Units de 2000, dels quals 9.894 són membres registrats. Vora un terç dels habitants reclamen tenir únicament ascendència ameríndia. La comunitat més gran és la vila de Sisseton (Dakota del Sud).
L'economia es basa en la ramaderia i la manufactura de bosses de plàstic, així com el Casino Dakota-Sioux. Editen el setmanari Sota Iya Ye Yapi (Senyals de Fum). La constitució tribal fou aprovada el 16 d'octubre de 1946 i està dirigida per un consell tribal de 7 membres.

## Comunitats
- Agency Village (Dakota del Sud)
- Claire City
- Goodwill (Dakota del Sud)
- Lake City (Dakota del Sud) (la majoria, població 46)
- Long Hollow (Dakota del Sud)
- New Effington
- Ortley
- Peever
- Rosholt (Dakota del Sud)
- Sisseton
- Summit (Dakota del Sud)
- Veblen
- Waubay (part, població 15)

## Personalitats notables
- Floyd Red Crow Westerman. Actor, músic, artista i activista pels drets dels amerindis.